# Ze'ev Sherf
Ze'ev Sherf (21 avril 1904 - 18 avril 1984) est un homme politique israélien qui occupe plusieurs portefeuilles ministériels dans les années 1960 et 1970.

## Biographie
Né à Czernowitz en Autriche-Hongrie (aujourd'hui Tchernivtsi, Ukraine), Sherf fait alya en 1925. Il est membre du mouvement de jeunesse du Poale Zion et est l'un des fondateurs du mouvement « Jeunesse socialiste ».
Pendant la Seconde Guerre mondiale, il est membre du commandement de la Haganah et, après la guerre, il travaille pour l'Agence juive pour Israël pendant deux ans.
En 1947, il est nommé secrétaire du Comité de situation, qui contribue à créer l'appareil administratif du nouvel État. Après l'indépendance, il est secrétaire du gouvernement jusqu'en 1957.
Aux élections de 1965, il est élu à la Knesset sur la liste del'Alignement. En novembre 1966, il est nommé ministre du Commerce et de l'Industrie et, en août 1968, il devient également ministre des Finances. Il occupe ces deux postes jusqu'aux élections de 1969, date à laquelle il devient ministre du Logement. Il n'est pas réélu aux élections de 1973 et perd sa place au sein du gouvernement l'année suivante lorsque Golda Meir démissionne de son poste de Premier ministre.